# Aleksandra Wozniak
Aleksandra Wozniak, född 7 september 1987 i Montreal, Kanada är en kanadensisk högerhänt professionell tennisspelare.
Liksom hennes syster började hon som ung flicka med tennis. Systrarna tränades av fadern. Wozniak blev efter Jill Hetherington-Hultquist, som vann 1988, den första kvinnan från Kanada som vann en tävling under WTA-touren. Redan 2006 nådde hon 91 platsen i världsrankningen och utnämndes därför som Kanadas främst kvinnliga tennisspelare. Under 2007 var hon kvalificerad för alla fyra Grand Slam. Hennes bästa världsrankning fram till 2017 var 21 platsen.

Wozniak mottog året 2009 Bobbie Rosenfeld Award.